# Теоло
Теоло (італ. Teolo, вен. Teoło) — муніципалітет в Італії, у регіоні Венето, провінція Падуя.
Теоло розташоване на відстані близько 390 км на північ від Рима, 55 км на захід від Венеції, 18 км на захід від Падуї.
Населення — 9034 особи (2014).

## Демографія
Населення за роками:

Станом на 1 січня 2023 року в муніципалітеті офіційно проживало 416 іноземців з 50 країн, серед них 198 громадян країн Євросоюзу та 17 громадян України.

## Сусідні муніципалітети
- Абано-Терме
- Черварезе-Санта-Кроче
- Гальциньяно-Терме
- Роволон
- Сакколонго
- Сельваццано-Дентро
- Торрелья
- Во'